# Araneus sericinus
Araneus sericinus là một loài nhện trong họ Araneidae.
Loài này thuộc chi Araneus. Araneus sericinus được Carl Friedrich Roewer miêu tả năm 1942.